# 坚忍行动
坚忍行动（英語：Operation Fortitude）是第二次世界大战中，盟军在诺曼底登陆前的一个准备活动。这项军事欺骗是通过试图使德军相信，盟军将会攻击诺曼底地区以外的地方，从而阻止德军在诺曼底部署大量兵力。另外，阻止德军组织士兵反扑诺曼底地区也是这项行动一个重要的组成部分之一。这个行动取得了成功，最后德军甚至认为诺曼底的登陆是一次佯攻。

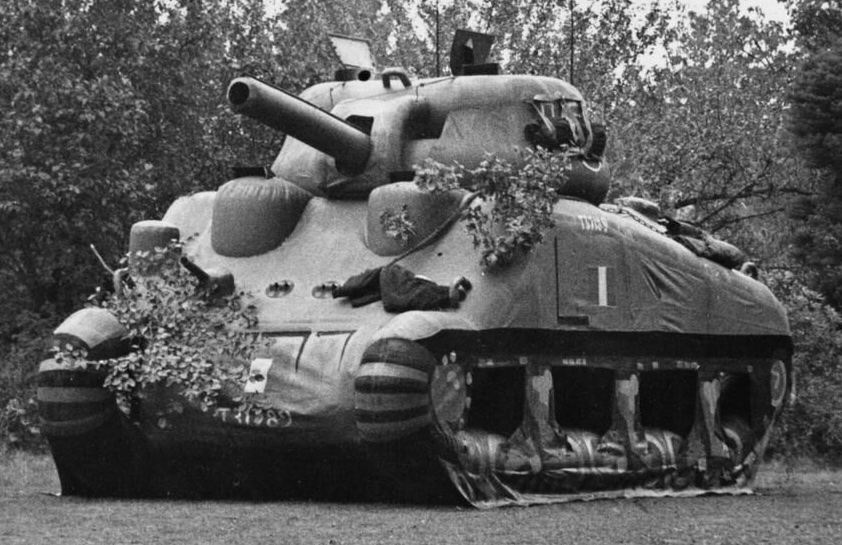
一辆坚忍行动中使用的伪装的谢尔曼坦克

## 假部队
坚忍行动是保镖行动的一部分，它分为北部和南部两个组成部分，北部行动的目的是将德国的坦克部隊吸引至德国至挪威之间的广大区域，从而腾空诺曼底地区。南部的行动则更为重要，它主要是吸引德军部队去保卫加莱地区。实际上，阿道夫·希特勒认为盟军将会攻击加莱地区，这里是英吉利海峡最狭窄的地方。事后证明这两个行动都获得了成功。
为了达到欺骗德军的目的，盟军在英国东南部构建了一些虚假的部队。这些部队通过空中侦察来观测时很像是正规装备，比如在英国东南部有一支庞大的由假坦克、车辆和大炮构成的部队，它们的番號为第3军。而多佛港内，则有一支由木头、橡胶战舰和货轮组成的舰队。纳粹德国空军通过空中侦察发现了这些部队，这使得德国认为盟军将要在法国的加莱地区登陆。事实上，在1944年初德国已经失去了英国东南部地区的制空权。英国皇家空军得到命令，可以让德军侦察机进入这一地区，但是轰炸机还得照样拦截，德国因此才能获得这一地区的航拍照片，这些照片上可以看到气球构成的坦克、大炮和战舰。在诺曼底登陆前的一个晚上，许多盟军飞机还在加莱投下了炸弹。同样，在诺曼底登陆的前一天，一支小股舰队离开英国前往法国北部，同时他们还发出误导性的无线电信号，德国检测机构由此判断会有一只部队登陆在加莱地区。最终，德国因为相信诺曼底只是佯攻，而将第15军的15万士兵留在了加莱地区。
在北方的坚忍行动行动同时也十分成功，以至于希特勒将挪威集团军的13个师留在了挪威驻防。